# Bill Bolling

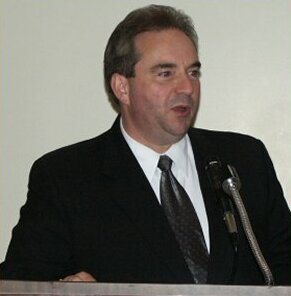
Bill Bolling (2003)

William Troy „Bill“ Bolling  (* 15. Juni 1957 in Sistersville, Tyler County, West Virginia) ist ein US-amerikanischer Politiker. Zwischen 2006 und 2014 war er Vizegouverneur des Bundesstaates Virginia.

## Werdegang
Bis 1978 studierte Bill Bolling an der University of Charleston das Fach politische Wissenschaften. Im Jahr 1981 zog er nach Mechanicsville im Hanover County in Virginia, wo er für eine Versicherungsgesellschaft arbeitete. Politisch schloss er sich der Republikanischen Partei an. Zwischen 1991 und 1995 gehörte er dem Bezirksrat im Hanover County an; von 1996 bis 2005 saß er im Senat von Virginia. Dort war er Mitglied einiger Ausschüsse und Unterausschüsse.
2005 wurde Bolling zum Vizegouverneur von Virginia gewählt. Dieses Amt bekleidete er nach einer Wiederwahl zwischen 2006 und 2014. Dabei war er Stellvertreter des demokratischen Gouverneurs Tim Kaine und Vorsitzender des Staatssenats. Seit 2010 diente er unter dem Republikaner Bob McDonnell. Bei den Präsidentschaftswahlen des Jahres 2012 leitete er das Wahlkampfteam von Mitt Romney für Virginia. Ursprünglich plante Bolling, im Jahr 2013 für das Amt des Gouverneurs zu kandidieren. Dafür waren bereits seit 2009 innerparteiliche Absprachen getroffen worden. Da sich aber einige seiner politischen Freunde zwischenzeitlich anders entschieden und es dadurch zu Spannungen kam, verzichtete Bolling auf diese Kandidatur. Die Wahl ging für die Republikaner dann verloren; mit Ralph Northam wurde ein Demokrat zum neuen Vizegouverneur gewählt.